# CKV Reehorst'45
CKV Reehorst ’45 is een Nederlandse korfbalvereniging uit Ede. Reehorst '45 is opgericht in 1945 en bestaat uit 19 teams (najaar 2025). Naast 6 seniorenteams, 1 midweekteam en 12 jeugdteams is er ook een Kangoeroe Klup voor kinderen van 3 t/m 6 jaar, Walking Korfball en KorfbalFit. De vereniging telt ruim 300 leden. Reehorst '45 speelt in een blauw shirt en een zwarte broek/rok.
In seizoen 2025-2026 speelt het eerste team van Reehorst '45 zowel op het veld als in de zaal 1e klasse. Reehorst '45 promoveerde in juni 2024 op het veld naar de 1e klasse en promoveerde in maart 2025 in de zaal naar de 1e klasse.

## Historie
De geschiedenis van Christelijke Korfbal Vereniging (CKV) Reehorst '45 begint op 7 september 1945. Op deze dag werd CKV Swift opgericht. In mei 1973 werd CKV Swift onderdeel van de omnivereniging Sportclub Reehorst. SC Reehorst bestond uit de afdelingen korfbal, badminton, basketbal, handbal en volleybal. In 1988 werd CKV Reehorst '45 geboren uit de omnivereniging die werd opgeheven.

## Locatie
CKV Reehorst '45 heeft door de jaren heen gebruik gemaakt van vijf verschillende locaties. In 1998 werd er overgestapt naar de nieuwe locatie aan de Peppelensteeg, ‘t Schuttersveld. Daar is CKV Reehorst '45 nu samen met de handbalvereniging Reehorst en de Edese IJsvereniging gevestigd. De gerealiseerde voorziening bestaat momenteel uit twee kunstgras korfbalvelden, een verhard handbalveld, een (natuur) schaats-, skeelerbaan en een gecombineerd kleed-, was-, en clubgebouw.

## Coaching
Zie hier een historisch overzicht van de personen die de hoofdmacht hebben gecoacht.
| Periode    | Coaches                                         | Aanvoerder                                              | Prestaties                                                |
| ---------- | ----------------------------------------------- | ------------------------------------------------------- | --------------------------------------------------------- |
| 2025-heden | Chris van de Weerd & Christiaan van Capelleveen |                                                         |                                                           |
| 2023-2025  | Chris van de Weerd                              | Gerjan van den Hoorn, Lotte Allaart, Vera van den Brink | Zaaldegradatie 2024, Veldpromotie 2024, Zaalpromotie 2025 |
| 2019-2023  | Jaap van de Bergh                               | Nicole de Lugt, Isa Klein Tuente                        | Zaalpromotie 2022, Veldpromotie 2023                      |
| 2018-2019  | Ron de Graaf                                    | Nicole de Lugt                                          | Zaalpromotie 2019                                         |
| 2017-2018  | Jan-Willem van Ede                              | Nicole de Lugt                                          |                                                           |
| 2014-2017  | Frits de Gooijer                                | Sander van Cappellen, Nicole de Lugt                    | Veldpromotie 2015                                         |
| 2012-2014  | Arien Veenhuizen                                | Maikel Berends                                          | Zaalpromotie 2014                                         |
| 2010-2012  | Alex Ligt                                       | Maikel Berends                                          |                                                           |
| 2009-2010  | Robin Grotendorst                               | Coen Jansen                                             |                                                           |
| 2007-2009  | Theo van Duinkerken                             | Coen Jansen                                             | Zaalpromotie 2008, Zaaldegradatie 2009                    |
| 2005-2007  | Herman Egberts                                  | Annemieke Dijkstra                                      | Zaaldegradatie 2006                                       |
| ?-2005     | Jacques Kop Jansen                              |                                                         |                                                           |